# Ophiogymna
Genre
Synonymes
- Ophiocampsis Duncan, 1887

Les Ophiogymna sont un genre d'ophiures (animaux marins ressemblant à des étoiles de mer souples) de la famille des Ophiotrichidae.

## Liste des espèces
Selon World Register of Marine Species (13 mars 2021) :
- Ophiogymna capensis (Lütken, 1869)
- Ophiogymna clarescens (Koehler, 1904)
- Ophiogymna elegans Ljungman, 1866
- Ophiogymna funesta Koehler, 1922
- Ophiogymna lineata H.L. Clark, 1938
- Ophiogymna pellicula (Duncan, 1887)
- Ophiogymna pulchella (Koehler, 1905)

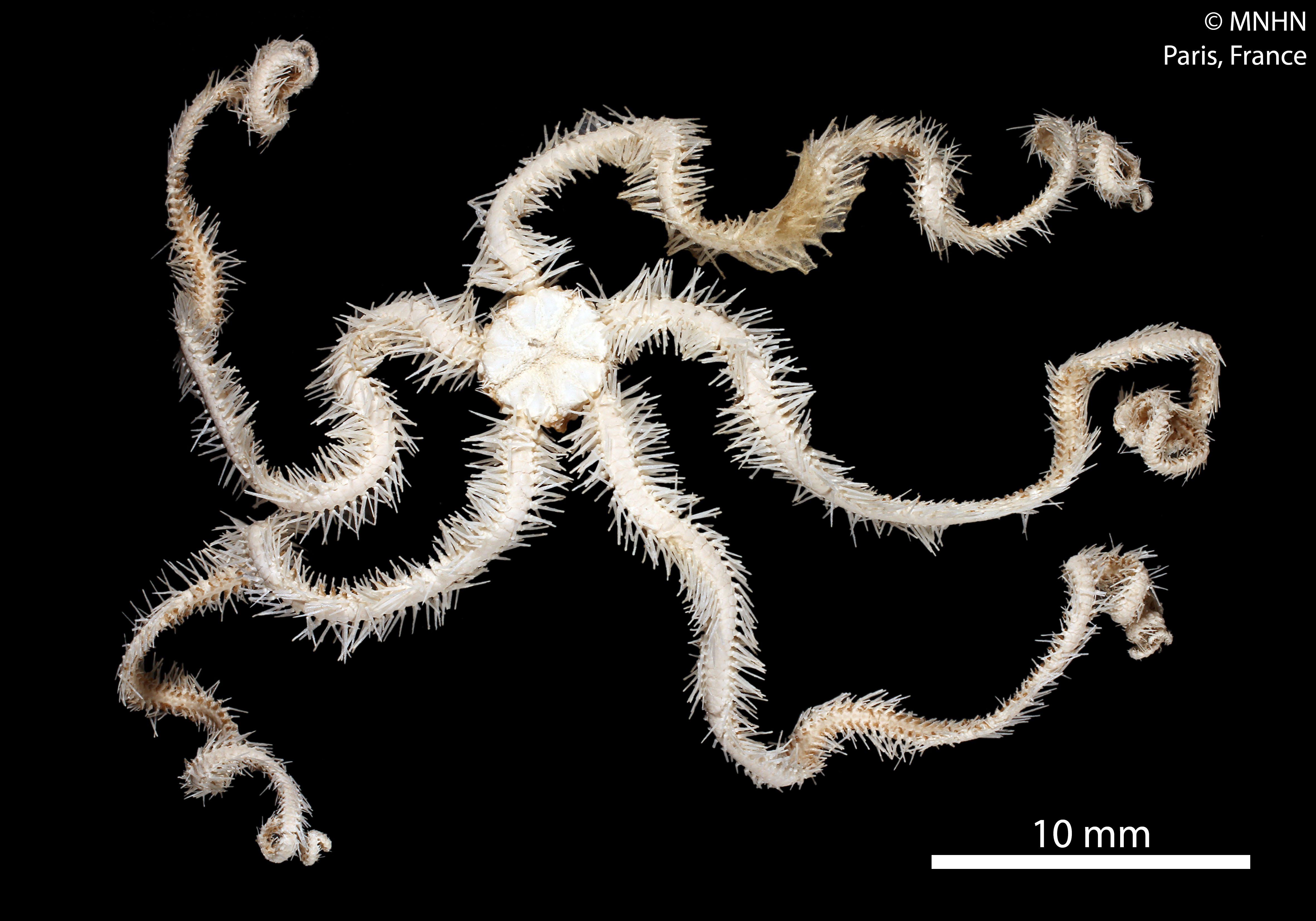
Ophiogymna funesta (MNHN).
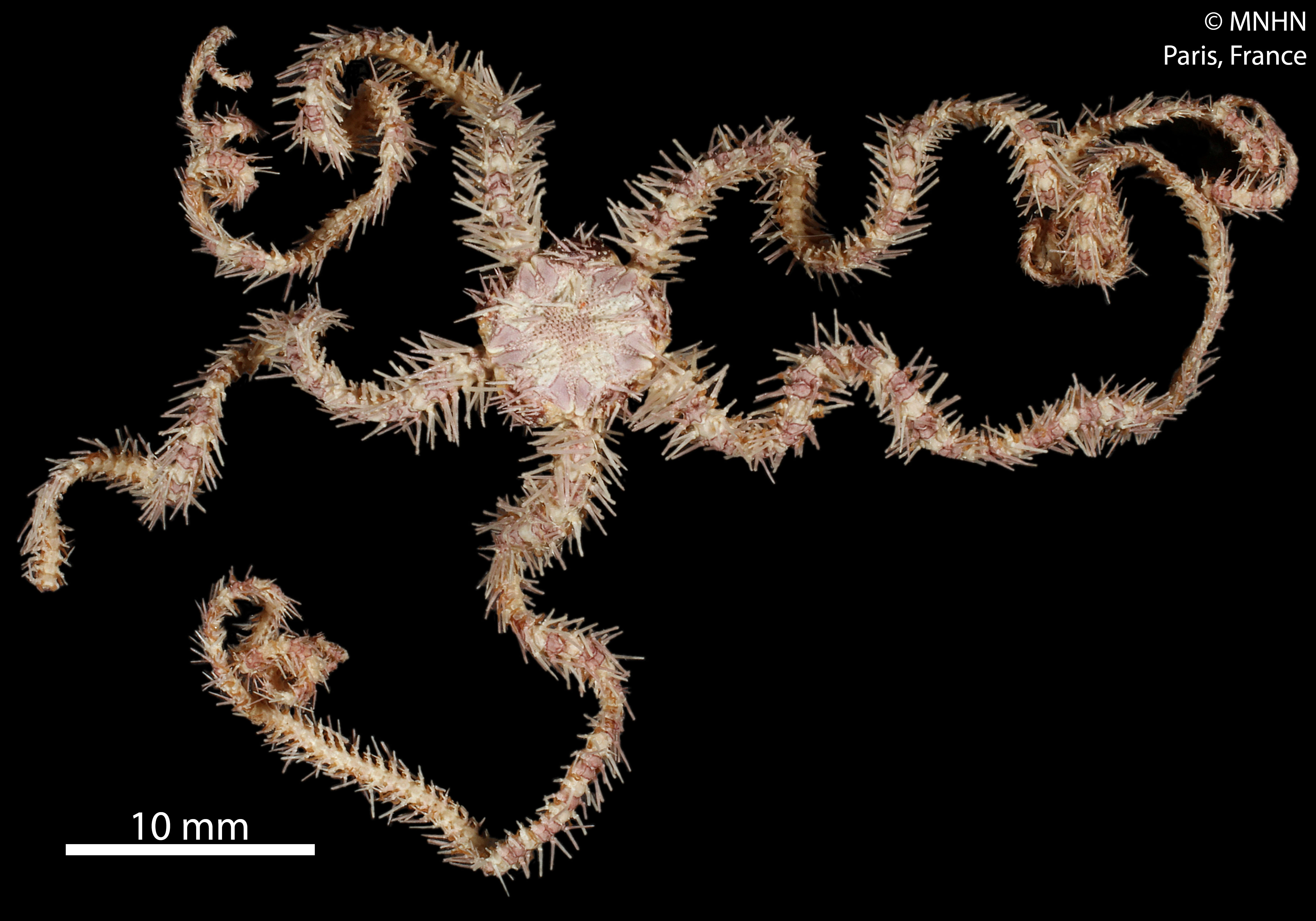
Ophiogymna pellicula (MNHN).
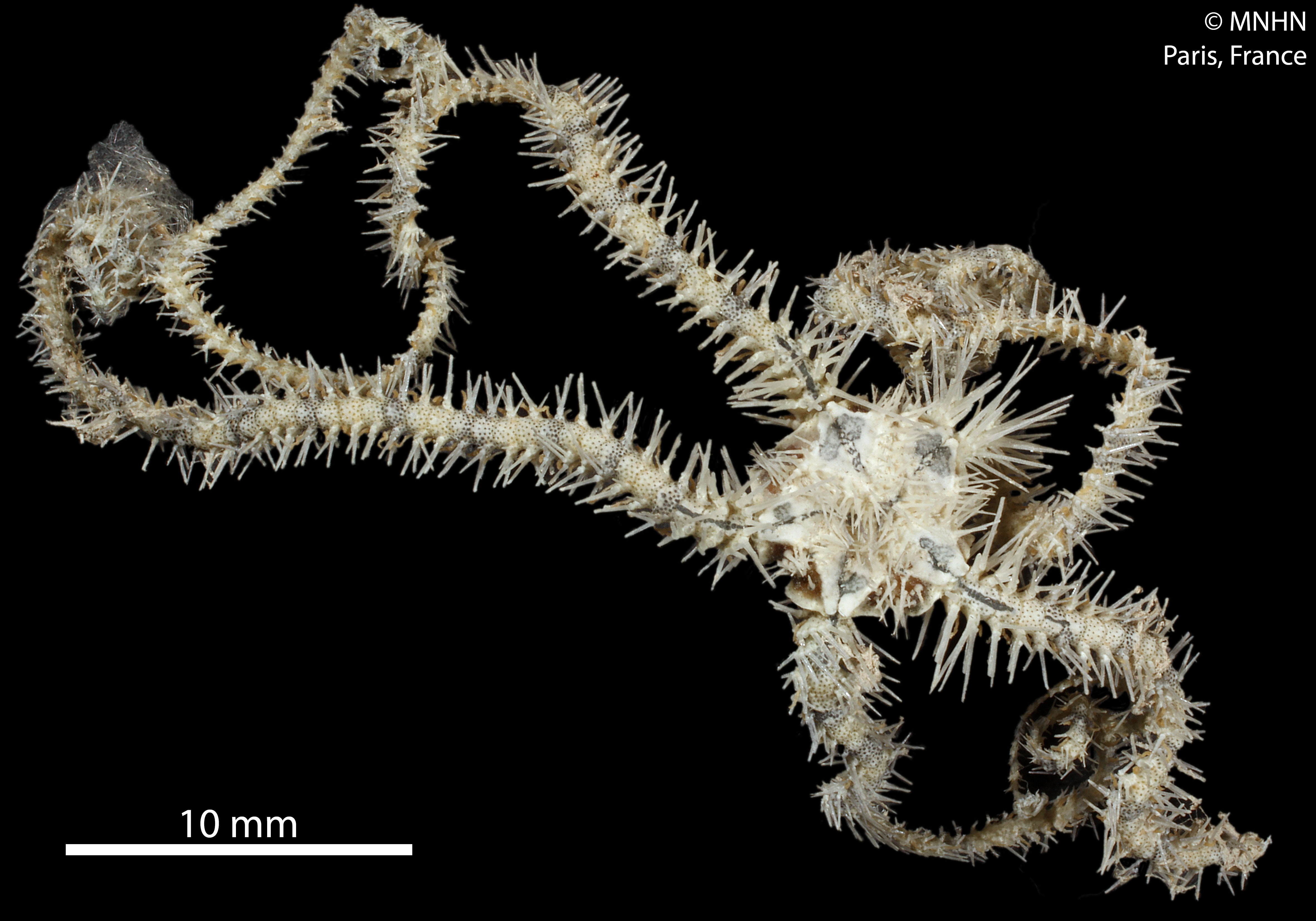
Ophiogymna pulchella (MNHN).